# Ozon
Ozon (O3, IUPAC: trikisik) je triatomska molekula, sestavljena iz treh atomov kisika. Ozon je kisikov alotrop, ki je veliko manj stabilen od navedenega kisika O2. 
Sloj ozona je vitalen zaščitni plašč okrog Zemlje, ki nastaja med 10 in 50 km nad njeno površino, največjo gostoto pa doseže pri 25 km višine nad morsko gladino. Tam filtrira in tako ščiti žive organizme pred nevarnimi sončnimi žarki kratkih valovnih dolžin UV-B. V nižjih koncentracijah pa je prisoten čez celotno Zemljino ozračje. Dokaz za veliko ranljivost ozonski plasti je, da bi z dva do štiri milimetre debelo ozonsko plastjo na morski gladini pri temperaturi 0˚C zbrali ves ozon iz ozračja. 
V plasti zraka pri tleh je ozon onesnaževalec, ki nastaja ob fotokemičnih reakcijah izpušnih plinov vozil in industrije. Ozon je poleg tega škodljiv zdravju, saj pušča posledice na dihalnem sistemu ljudi in živali. 
Uporablja se v številne industrijske in potrošniške namene. Ozon, kot prvoodkriti alotrop kemijskega elementa, je bil poimenovan leta 1840 na predlog Christiana Friedricha Schönbeina, po grškem izrazu dišati (ozein), zaradi svojevrstnega vonja. Molekulska formula za ozon, O3, ni bila določena vse do leta 1865, ko jo je zapisal Jacques-Louis Soret in 2 leti pozneje potrdil Schönbein. Njegov specifičen vonj po udaru strele je močan, saj je zaznaven tudi pri razredčenju 1 : 500.000. Vzrok zato je v ionih, ki nastanejo med burnimi kemijskimi spremembami, ne za zaradi ozona samega.
V zraku ga je približno 10−6%. Njegova vsebnost v zraku je med drugim merilo za čistost zraka, ker se porablja za oksidacijo bakterij in prašnih snovi. Uporablja se ga za sterilizacijo zraka in pitne vode ter odstranjevanje zadaha. 

## Zgodovina
Ozon, prvi priznani alotrop kemičnega elementa, je bil prvič predlagan kot samostojna kemična snov s strani Schönbeina v letu 1840, ki ga je poimenoval po starogrškemu glagolu ozein (ὄζειν, dob. »smrdeti«), zaradi značilnega vonja pri strelastih nevihtah. Formulo za ozon – O3 – je leta 1865 določil Jacques-Louis Soret in 1867. potrdil Schönbein.

## Fizikalne značilnosti
Ozon je belo moder, strupen plin z ostrim, hladnim in dražljivim vonjem. Normalna količina ozona, ki ga večina ljudi lahko zazna je približno 0.01 delcev/meter v zraku. Porast koncentarcije iz 0.1 na 1 delcev/meter povzroča glavobol, pekoče oči in razdražljivost.
Pri -112 °C je ozon temno vijoličasto-modra tekočina. Pri temperaturah nižjih od -193 °C je trdna vijolično-črno snov.
Ozon je diamagnetičen, kar pomeni, da vzdrži tvorbo magnetnega polja in znižuje zalogo energije polja, ko je to že vzpostavljeno.

## Struktura
V skladu s poskuševalnimi dokazi iz mikrovalovne spektroskopije, je struktura ozona zvita s C2v simetrijo (podobno kot pri molekuli vode), O−O razdalje 127,2 pm in O−O−O kota 116,78°. Sredinski atom tvori sp² hibridizacijo z enim samskim parom. Ozon je polarna moekula z dipolnim trenutkom 0,5337 D. Na eni strani molekule je enojna kovalentna vez, na drugi pa dvojna kovalentna vez. Te vezi so mešane in znane kot resonančne strukture. Vezni red je 1,5 na vsaki strani.

## Kemijske reakcije
Ozon je močan oksidant, veliko boljši od kisika. Tudi v večjih koncentarcijah je zelo nestabilen in neprestano razpada na dvoatomni kisik (v približno polovici ure v atmosferskih pogojih):
2 O3  →  3 O2
Ta proces teče hitreje z višanjem temperature in nižanjem tlaka. Deflagmacijo ozona lahko sproži ena sama iskra, to pa lahko povzroči povišanje koncentracije ozona na 10 wt%. Ozon bo oksidiral vse kovine (razen zlata, platine in iridija) v najvišjo oksidacijsko stopnjo izbranega kovinskega oksida:
2 Cu2+(aq) + 2 H3O+(aq) + O3(g)  →  2 Cu3+(aq) + 3 H2O(l) + O2(g)
Ozon tudi zviša oksidacijsko številko oksidov:
NO + O3  →  NO2 + O2
Pri zgornji reakciji se sprošča svetloba. NO2 je lahko še nadaljnje oksidiran:
NO2 + O3  →  NO3 + O2
Nastali NO3 lahko reagira s prebitkom NO2 in z njim tvori didušikov pentaoksid (N2O5):
NO2 + NO3  →  N2O5
Ozon reagira tudi z ogljikom in tvori ogljikov dioksid celo pri sobni temperaturi:
C + 2 O3  →  CO2 + 2 O2
Ozon ne reagira z amonijevimi solmi temveč skupaj z amoniakom tvori amonijev nitrat:
NH3 + 4 O3  →  NH4NO3 + 4 O2 + H2O
Ozon v reakciji z sulfidi tvori sulfate:
PbS + 4 O3  →  PbSO4 + 4 O2
Tako z žveplom v vodi, kot z žveplovim dioksidom ozon tvori žveplovo kislino:
S + H2O + O3  →  H2SO4
3 SO2 + 3 H2O + O3  →  3 H2SO4
Ozon reagira tudi v kombinaciji s kloridi II. skupine:
3 SnCl2 + 6 HCl + O3  →  3 SnCl4 + 3 H2O
V plinastem agregatnem stanju, ozon reagira z vodikovim sulfidom in tvori  žveplov dioksid:
H2S + O3  →  SO2 + H2O
v vodni raztopini tako pride do dveh tekmujočih hkratnih reakcij. Pri prvi nastaja nastaja žveplo v elementarni obliki (ta hitro tvori druge spojine) in pri drugi žveplova kislina:
H2S + O3  →  S + O2 + H2O
3 H2S + 4 O3  →  3 H2SO4
I(ClO4)3 lahko nastane po tem postopku:
I2 + 6 HClO4 + O3  →  2 I(ClO4)3 + 3 H2O
Trden nitril perklorat lahko nastane iz plinov NO2, ClO2 in O3:
2 NO2 + 2 ClO2 + 2 O3  →  2 NO2ClO4 + O2
Ozon je lahko rabljen za reakcije gorenja plinov, saj ponuja višje temperature vnetišča kot kisik (O2). Sledi reakcija za gorenje ogljikovega subnitrida:
3 C4N2 + 4O3  →  12 CO + 3 N2
Ozon lahko reagira tudi pri temperaturah pod lediščem. Pri 77 K (-196 °C) vodik s tekočim ozonom reagira, tako da nastane radikal vodikovega superoksida:
H + O3  →  HO2 + O
2 H2O  →  H2O4
Ozonidi, ki vsebujejo ozonidni anion O−3, so ekspolozivne snovi in morajo biti shranjene pri temperaturah pod lediščem. Znani so ozonidi za vse alkalijske kovine. KO3, RbO3 in CsO3 se lahko pripravi iz njihovih oksidov:
KO2 + O3  →  KO3 + O2
KO3 lahko  nastaja tako po zgornjem postopku, kot pri reakciji kalijevega hidroksida in ozona:
2 KOH + 5 O3  →  2 KO3 + 5 O2 + H2O
NaO3 in LiO3 se mora pripraviti z reakcijo s CsO3 v tekočem NH3 na ionski zamenjavi smole, ki vsebuje Na+ ali Li+ ione:
CsO3 + Na+  →  Cs+ + NaO3
Obdelava kalcija z ozonom raztopljenim v amoniaku vodi do amonijevega ozonida, ne pa do kalcijevega ozonida:
3 Ca + 10 NH3 + 6 O3  →  Ca·6NH3 + Ca(OH)2 + Ca(NO3)2 + 2 NH4O3 + 2 O2 + H2

Ozon se lahko uporabi za odstranjevanje mangana iz vode, nastalo oborino pa se lahko odstrani s filtriranjem:
2 Mn2+ + 2 O3 + 4 H2O  →  2 MnO(OH)2s + 2 O2 + 4 H+
Ozon lahko tudi spremeni cianide v tisočkrat manj toksične ciante:
CN− + O3  →  CNO− + O2
Ozon tudi popolnoma razgradi sečnino:
(NH2)2CO + O3  →  N2 + CO2 + 2 H2O
Prosti radikali klora in broma v F-plinih (CFC, PFC, HFC, idr.), ki izhajajo iz raznih naprav in izdelkov, potrebujejo kar nekaj let, da se dvignejo do zgornjih plasti atmosfere, potem pa se desetletja zadržujejo tam. Pri tem reagirajo z molekulami ozona in jih uničujejo.
CFCl3 + hν  →  CFCl2 + Cl
Cl + O3  →  ClO + O2
ClO + O  →  Cl + O2
O3 + O  →  2 O2

## Ozon v Zemeljski atmosferi
Standardni način za izražanje celotne vrednosti ozona (količina ozona v navpičnem stolpcu) se meri z Dobsonovo enoto. Povprečna koncentracija 
se meri v delcih na milijardo (ppb) ali v µg/m3.

#### Ozonska plast
Najvišja raven ozona v atmosferi je v stratosferi, v regiji, znan tudi kot ozonski plašč, približno 10 km in 50 km nad površino (ali med približno 6 in 31 miljami). 
Tukaj se izločijo fotoni s krajše valovne dolžine (manj kot 320 nm) z ultravijolično svetlobo, imenovano tudi UV žarki, (270 do 400 nm) od Sonca, ki bi bila 
škodljiva za večino živih bitij. Ta valovna dolžina sodi med tiste, ki so odgovorne za proizvodnjo vitamina D pri ljudeh. Ozon v stratosferi je večinoma proizveden iz ultravijoličnih žarkov, ki reagirajo s kisikom:
O2 + foton (sevanje <240 nm) → 2 O
O + O2 + O3 + M → M
To je uničeno zaradi reakcije z atomskim kisikom:
O3 + O  →  2 O2
Slednja reakcija se katalizira v prisotnosti določenih prostih radikalov, ki so najpomembnejši hidroksilnih (OH), dušikov oksid (NO) in atomsko klora (Cl) in broma (Br). V zadnjih desetletjih se je količina ozona v stratosferi zmanjšala predvsem zaradi emisij CFC-jev in podobnih kloriranih in bromiranih organskih molekul, ki so povečala koncentracijo tanjšanja ozonskega plašča, katalizatorji nad naravnega ozadja. Ozon predstavlja le 0,00006 % atmosfere.

#### Nizka raven ozona
Troposferski ozon in fotokemični smog 
Nizka stopnja ozona (ali troposferskega ozona) je atmosferičen onesnaževalec. Ne oddajajo ga neposredno avtomobilski motorji ali 
industrijska dejavnosta, ampak nastane z reakcijo sončne svetlobe na zraku, ki vsebuje ogljikovodike in dušikove okside, ki se odzovejo neposredno na vir onesnaževanja. 
Ozon reagira neposredno z nekaj ogljikovodiki, kot so aldehidi, in tako se začne njihova odstranitev iz zraka, le-ti so ključne sestavine smoga. Ozonska fotoliza z ultravijolično svetlobo proizvaja hidroksi radikalne OH skupine in to igra vlogo pri odstranitvi ogljikovodikov iz zraka, ampak je tudi prvi korak pri ustvarjanju sestavin smoga, kot npr. peroxyacyl nitrati, ki lahko močno dražijo oči. Atmosferska življenjska doba troposferskega ozona je približno 22 dni. Njegov glavni odmrli del se odlaga na tla z zgoraj omenjeno reakcijo veže z OH, pri reakciji z OH in peroksi radikali HO2· (Stevenson et al, 2006.)
Obstajajo dokazi o zmanjšanju kmetijskih pridelkov zaradi povečanega zemeljskega ozona in onesnaženosti, ki posega v fotosintezo in splošno rast nekaterih rastlinskih vrst.
Primeri mest s povišano vrednostjo ozona: Houston, Texas, in Mexico City, Mehika. Houston ima približno 41 ppb, medtem ko ima Mexico City približno 125 ppb.

#### Ozonske razpoke
Ozon plina napade katerikoli polimer, ki ima olefinske ali dvojne vezi v verigi svoje strukture, kot so naravne gume, 
nitrilne gume in stiren-butadien kavčuk. Proizvodi, izdelani iz teh polimerov so še posebej dovzetni za napade, ki jih povzroča ozon; 
to so razpoke, ki se večajo in prodirajo globlje s časom. Take materiale se lahko zaščiti z dodajanjem antiozonantov, kot so voski, 
ki na površini ustvarjajo zaščitni film ali mešanico z materialom in zagotavljajo dolgotrajno zaščito. Ozonske razpoke so velik problem 
pri avtomobilskih pnevmatikah; omenjeni problem je viden le pri starih pnevmatikah.

## Vplivi na zdravje
Onesnaženost zraka 
Obstaja veliko dokazov, da ozon, ki ga ustvarjajo visoke koncentracije onesnaženja in UV žarki na površini Zemlje, lahko 
škodijo delovanju pljuč in dražijo dihala.  
Dolgotrajna izpostavljenost ozonu dokazano povečuje tveganje za smrt zaradi 
bolezni dihal. Študija, ki je vključevala 450.000 ljudi živečih v mestih, v Združenih državah Amerike, 
je pokazala povezanost med ozonskimi luknjami in boleznimi dihal. Raziskava je potekala 18 let. Študija je pokazala, 
da ljudje, ki živijo v mestih z visoko ravnjo ozona, kot so Houston in Los Angeles je več kot 30 % večje tveganje smrti zaradi bolezni pljuč.
Kakovost zraka, ki so ga predpisale Svetovna zdravstvena organizacija, United States Environmental Protection Agency (EPA) in Evropska Unija 
so na podlagi dolgoletnih študij  opredelile nivo kakovosti zraka, ki vpliva na zdravstveno stanje prebivalstva.
Po mnenju znanstvenikov iz agencije EPA, lahko že 40 ppb negativno vpliva na občutljive ljudi.
V EU je trenutna najvišja vrednost koncentracije ozona 120 µg / m³, kar je približno 60ppb. Ta vrednost se uporablja za vse države 
članice v skladu z Direktivo 2008/50/ES. Koncentracija ozona se meri z največjo dnevno srednjo vrednostjo v povprečju 8-ih ur. 
Vrednost ne sme biti presežena v več kot 25 koledarskih dneh na leto, in sicer od januarja 2010. Direktiva zahteva, da se v prihodnosti  
drži normativa 120 µg/m3 (tj. povprečna koncentracija ozona ne sme biti presežena na katerikoli dan v letu), za omenjeno zahtevo ni 
določenega datuma saj gre za dolgoročni cilj.
Zakona o kakovosti zraka usmerja EPA za določitev nacionalnih standardov kakovosti onesnaženega zunanjega zraka vključno s 
prizemnim ozonom, in občinskimi ukrepi. S temi standardi zahteva sprejemanje ukrepov za zmanjšanje njihove vrednosti. 
V maju 2008 je EPA znižala stopnjo ozona od 80 ppb na 75 ppb. Ta odločitev je sporna, saj so znanstveniki Agencije in svetovalni 
odbor predlagali znižanje standarda na 60 ppb; Svetovna zdravstvena organizacija je priporočila 51 ppb. Veliko zdravstvene in okoljske 
skupine so podprle 60 ppb. 7. januarja 2010 je US Environmental Protection Agency (EPA) je predlagane spremembe predstavila Državnemu 
standardu kakovosti zunanjega zraka (NAAQS) onesnaževalemu ozonu, glavni sestavini smoga: 
... EPA predlaga, da se stopnja 8-urni standard, ki je bil določen na 0,075 ppm v 2008 končno pravi in se namesto tega določi 
nižjo raven od 0,060-0,070 delcev na milijon (ppm); za zagotavljanje varstva in zdravja otrok in drugih ogroženih prebivalcev pred paleto 
O3 povezano z neželenimi učinki na zdravje...
EPA je razvil Air Quality Index, ki laiku pomaga razložiti raven onesnaženosti zraka. V skladu z veljavnimi predpisi, 
je osemurno povprečje koncentracije ozona 85-104 ppb opisana kot "nezdravo za občutljive skupine," 105 ppb do 124 ppb kot "nezdravo", in 
125 ppb do 404 ppb kot "zelo nezdravo." 
Ozon je prisoten tudi v zaprtih prostorih, kar je deloma posledica elektronske opreme, kot so na primer fotokopirni stroji. 
Znano je tudi, da obstajajo povezava med povečanim cvetnim prahom, sporami gliv in ozonom, ki jih povzročajo nevihte in sprejem bolnikov z astmo v bolnišnico.

## Proizvodnja
Ozon se v naravi pogosto tvori v okoliščinah, ko O2 ne reagira. Ozon, ki ga uporabljajo v industrji  merijo v »ppm« (delcev na milijon), »ppb« (delcev na milijardo), g/m3, mg/h (miligramov na uro) ali utežnih odstotkih. Režim uporabnih koncentracij  se  giblje od 1-5 utežnih odstotkov zraka in od  6-14 utežnih odstotkov kisika.
Pomembno vlogo pri  količine tvorbe ozona imata temparatura in vlaga. Katerikoli generator ozona bo proizvedel manj kot 50 % svoje nominalne kapacitete če deluje z  vlažnim zrakom iz okolja. Kapaciteta generatorja oziroma izkoriščenost generatorja  je pri delovanju z zelo suhim zrakom bistveno višja.

#### Ultravijolična svetloba
UV ozon generatorji, ali vakuumski-ultravijolični (VUV) ozon generatorji, uporabljajo vir svetlobe, ki ustvari ozek pas ultravijolične svetlobe, ki ga proizvaja sonce. UV Sonca vzdržuje ozonski plašč v stratosferi Zemlje.
Ker je težnja, da so standardni UV ozon generatorji po navadi cenejši [potrebna pojasnitev], po navadi proizvajajo ozon s koncentracijo okoli 0,5 % ali manj. Še ena pomanjkljivost te metode je, da zahteva daljlšo izpostavljenost zraka (kisika) viru UV svetlobe. Katerikoli plin, ki ni izpostavljen viru UV, ne bo obdelan. To pomeni nepraktičnost uporabe UV generatorjev za uporabo v situacijah, kjer je opravka s hitro gibajočim zrakom ali vodnim tokom. 
Proizvodnja ozona je ena od možnih nevarnosti ultravijoličnih Protibakterijskega razkuževanja. V UV ozon generatorji se uporabljajo v bazen in v centrih dobrega počutja kjer obdelajo milijone litrov vode. 
VUV ozon generatorji ne proizvajajo škodljivih dušikovih stranskih proizvodov ter zelo dobro delujejo tudi v vlažnih pogojih.

#### Ozon v industriji
Ozon se najbolj pogosto uporablja pri izdelavi farmacevtskih izdelkov, sintetičnih maziv, in za proizvodnjo mnogih drugih komercialno uporabnih organskih spojin, kjer se uporablja za ločevanje ogljik-ogljik vezi.] Prav tako se lahko uporablja za beljenje snovi in za ubijanje mikroorganizmov v zraku in vodnih virih. Številni komunalni sistemi za pitno vodo uničujejo bakterije z ozonom namesto z bolj običajnim klorom. Ozon ima zelo visok oksidacijski potencial.  ( http://www.ozonesolutions.com/Ozone_Color_Removal.html)Ozon%5B%5D Ozon ne tvori organoklornih spojin, niti ne ostane v vodi po obdelavi. 
Če je na voljo dovolj električne energije, je ozon stroškovno učinkovit način obdelave vode. Mogoče ga je proizvesti, ko ga potrebujemo in zato ni potreben transport in skladiščenje nevarnih kemikalij, saj je treba pokazati na zahtevo in ne zahteva prevoza in skladiščenja kot pri nevarnih kemikalijah. Ko je gnila, pušča brez okusa in vonja v pitni vodi. Ko razpade, v pitni vodi ne pušča okusa ne vonja.
Prav tako je bilo oglaševano, da se lahko nizke koncentracije ozona uporabljajo kot razkužilo v domovih za ostarele. Z nadzorom vlage lahko močno izboljša dezinfekcijo in hitrost, s katero razpade nazaj v kisik (več vlage omogoča večjo učinkovitost).
Industrijska uporaba ozona:
- razkuževanje perila v bolnišnicah, v živilski industriji, domovih za ostarele itd [34]
- razkuževanje vode namesto razkuževanja s klorom [8] Lahko se uporablja kot oksidacijsko sredstvo za beljenje ter za odstranjevanje mikroorganizmov-razkuževanje zraka in vode.[31]
- dezodoriranje zraka in predmetov, na primer  po požaru. Ta proces se v veliki meri uporablja v restavratorstvu tkanin
- uničevanje bakterij na hrani ali na kontaktnih površinah;
- dezinfekcija bazenov in zdravilišč
- uničevanje insektov v uskladiščenih zrnih [35]
- odstranjevanje kvasovk in spor plesni iz zraka v obratih za predelavo hrane;
- pranje svežega sadja in zelenjave, da bi ubil kvasovke, plesni in bakterije;
- kemična obdelava onesnaževalcev v vodi
- za flokulacijo
- pri proizvodnji kemičnih  spojin, kemična sinteza [36]
- čiščenje in beljenje tkanin
- pomaga pri predelavi plastike, da se omogoči boljši oprijem barve;
- pri določanju starosti vzorcev gume za določitev dobe koristnosti serije izdelkov iz gume;

Ozon je reaktant v mnogih organskih reakcijah v laboratoriju in industriji. Ozonoliza cepi  alkene na karbonilne spojine.
Številne bolnišnice v ZDA in po vsem svetu uporabljajo veliko ozon generatorjev za razkuževanje operacijskih sob. Očiščene sobe nepredušno zaprejo, preden se napolni z ozonom, ki učinkovito nevtralizira ali uniči vse preostale bakterije.
Ozon se uporablja kot alternativa kloru ali klorindioksida pri beljenju lesne celuloze. Pogosto se uporablja v povezavi s peroksidom kisika in vodika, da ni potrebna uporaba spojin ki vsebujejo klor v proizvodnji visokokakovostnih belih papirjev.
Ozon se lahko uporabi za razstrupljanje cianidnih odpadkov (na primer iz zlata in srebra), z oksidacijo cianida na cianate in nazadnje na ogljikov dioksid.